# Morogoro
Morogoro város Tanzánia keleti részén. Az azonos nevű régió székhelye. Lakossága közel 316 ezer fő volt a 2012-es népszámláláskor.
Az Uluguru-hegy lábánál fekszik, Dar es-Salaamtól közúton (A7-es főút) kb. 200 km-re nyugatra. A Mikumi Nemzeti Park kb. 70 km-re délnyugatra fekszik innen.
Közigazgatási, kulturális és gazdasági központ. Gazdaságában jelentősebb a mezőgazdasági termények feldolgozása. Itt van Tanzánia szizáliparának központja. Egyéb fő termékei a dohány és a cukor.
Több egyetem található a városban.

## Fordítás
- Ez a szócikk részben vagy egészben  a   Morogoro című angol Wikipédia-szócikk fordításán alapul.  Az eredeti cikk szerkesztőit annak laptörténete sorolja fel. Ez a jelzés csupán a megfogalmazás eredetét és a szerzői jogokat jelzi, nem szolgál a cikkben szereplő információk forrásmegjelöléseként.